# LZ-202 (Spanje)
De LZ-202 is een verkeersweg op het Spaanse eiland Lanzarote. De weg loopt vanuit het noordelijk gelegen uitzichtspunt Mirador del Río naar de kruising met de LZ-201 richting de plaats Mágues
De smalle weg loopt langs de rotskust en heeft weinig passeermogelijkheden.